# 网格视图

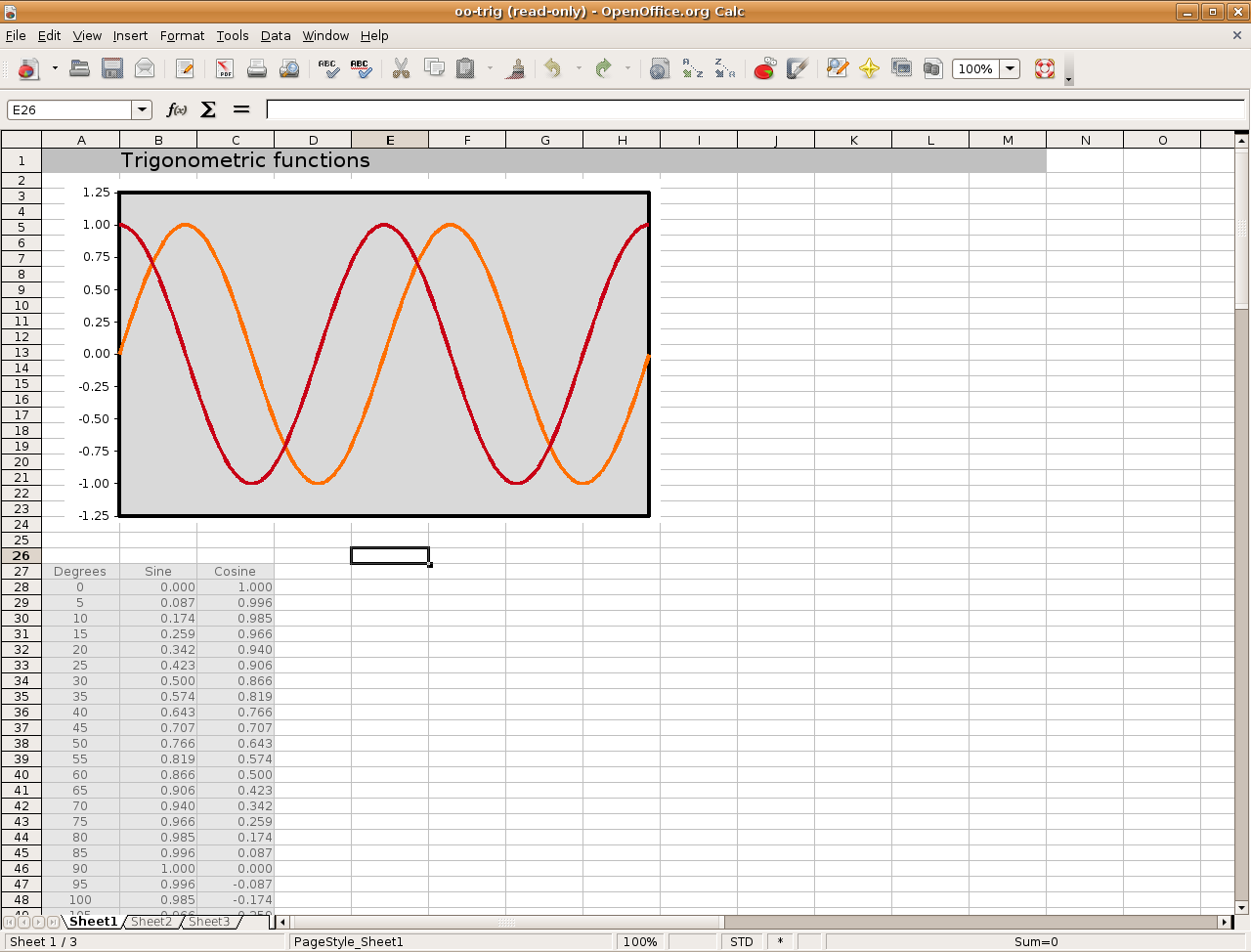
OpenOffice.org Calc的螢幕截圖。

网格视图（grid view）或数据网格或者数据网格视图，或者表控件（spreadsheet controls），是一类图形控件用来网格方式显示数据。典型特征包括：
- 点击列头可以改变网格的排序
- 拖放列头可以改变列的宽度或者在各列之间重新安排次序
- 原地编辑（In-place editing）单元格内呈现的数据
- 行、列的分割线，可选指定行背景颜色

某些部件工具箱中，如果区分了grid与datagrid，那么术语datagrid指绑定了数据库中的数据，基本不需要程序员付出多少努力即可实现。

## DataGridView
微软在.Net Framework中提供了一个DataGridView控件。包含几个collections：
- Rows
- Columns
- Cells 单元格

列可以设定为：按钮类型的DataGridViewButtonColumn、复选框类型的DataGridViewCheckBoxColumn、下拉框类型的DataGridViewComboBoxColumn、图片类型的DataGridViewImageColumn、超链接类型的DataGridViewLinkColumn、文本框类型的DataGridViewTextBoxColumn。
系统定义了针对整个控件、行、列、单元格的众多的鼠标、键盘、设置变化、编辑模式等事件(event)。一般需要截获某个事件，然后判断该事件是否发生在期望的列（或单元格）上，然后做出相应的事件处理。